# Tagebau Zukunft
Der Tagebau Zukunft war ein Tagebau der Rheinbraun AG zur Gewinnung von Braunkohle zwischen Eschweiler und Aldenhoven im Rheinischen Braunkohlerevier.

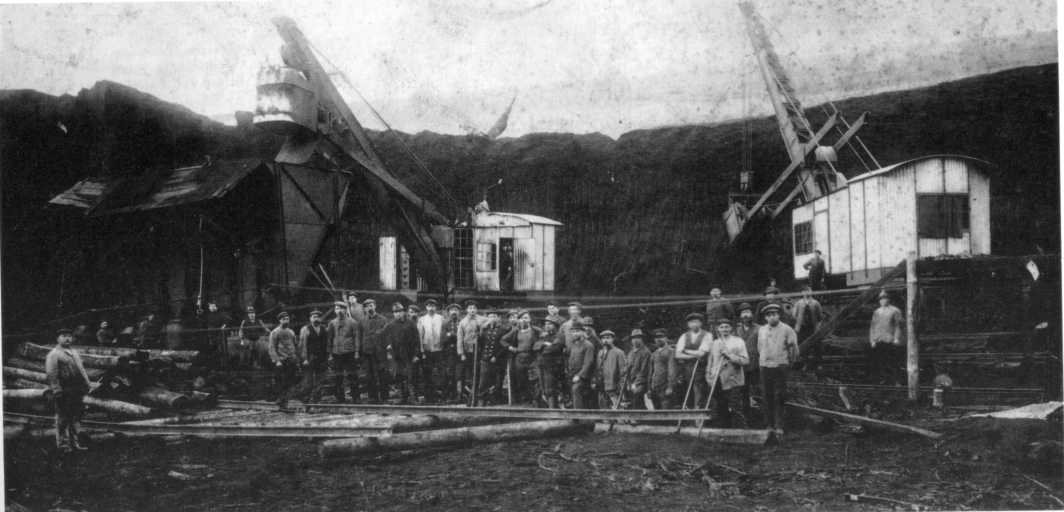
Bergleute und Löffelbagger im Tagebau Zukunft, 1912

## Geschichte

### Anfänge
1910 war der Beginn des Braunkohletagebaus im Eschweiler Raum durch die BIAG Zukunft. Der Aufschluss des Tagebaus Zukunft zwischen Eschweiler und Hehlrath fand am 4. November 1935 statt, wobei es zum ersten Einsatz eines Schaufelradbaggers im Grubenbereich West und am 21. Februar 1938 zum Beginn der Braunkohlenförderung dort kam. Im November 1939 wurden die Straße zwischen Eschweiler und Hehlrath sowie die Straßenbahnstrecke Eschweiler–Hehlrath–Alsdorf verlegt. Wegen der Kampfhandlungen während des Zweiten Weltkriegs kam der Tagebau Zukunft im Oktober 1944 zum Erliegen. Der Kohlenstock fing Feuer und brannte bis August 1945. Ferner wurden die Betriebsanlagen weitgehend zerstört.

### Nach 1945

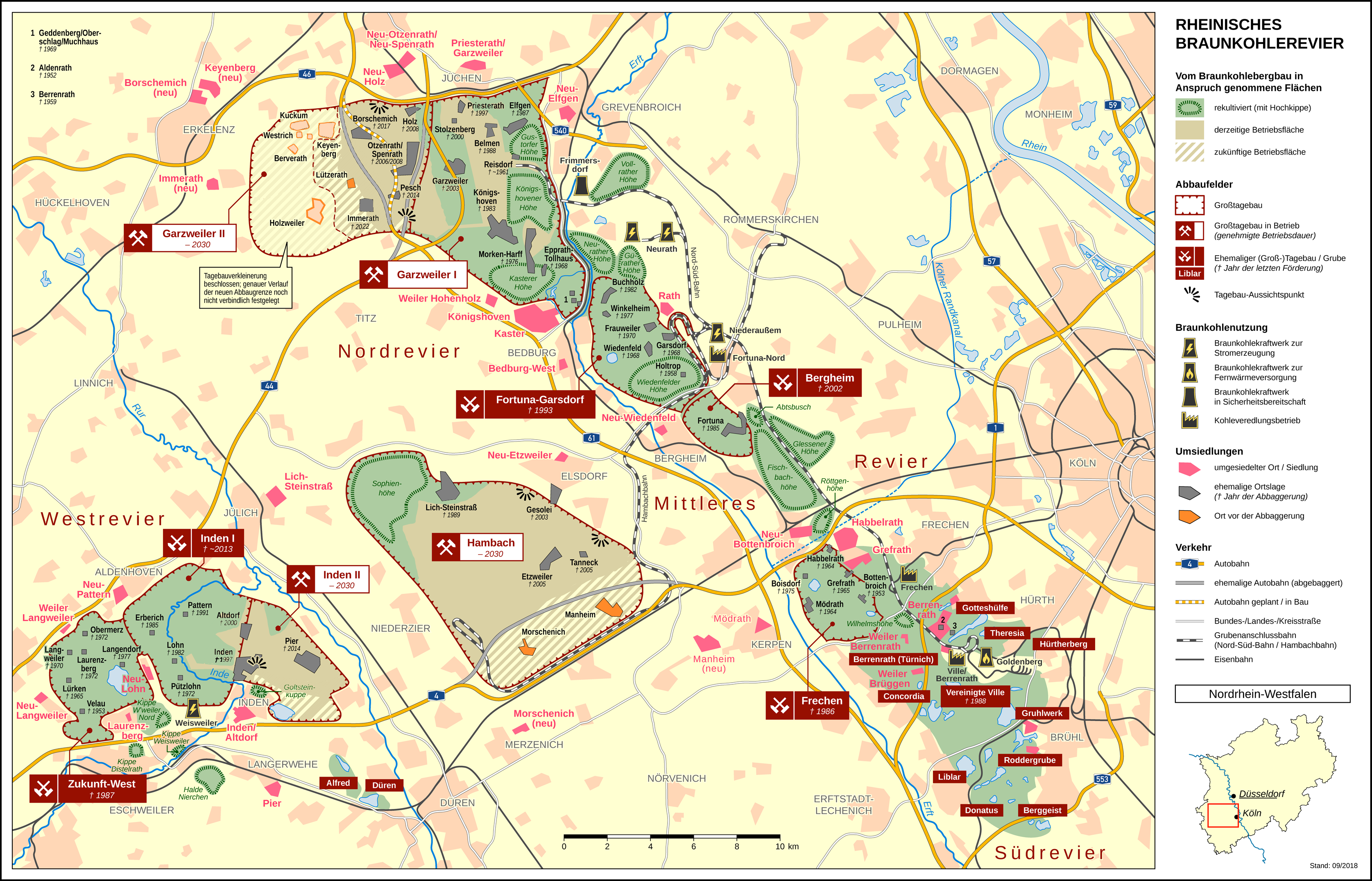
Rheinisches Braunkohlerevier

Am 1. Februar 1946 nahm die BIAG Zukunft die Förderung wieder auf. Von 1971 bis 1973 erfolgte auf dem Rittergut Hausen durch das Rheinische Landesmuseum Bonn die Sammlung und Registrierung von archäologischen Funden auf der Aldenhovener Platte. Das Rittergut wurde am 14. Mai 1976 abgerissen und in Brand teilweise wiederaufgebaut.
Im November 1973 war die Rekultivierung des Tagebaus am westlichen Rand bis zur Kinzweiler Burg fortgeschritten. Andererseits wurde im östlichen Teil im April 1974 die 1904 als Filialkirche der Pfarre Lohn gebaute katholische Kirche in Fronhoven abgerissen. 1984 wurden die 12 Bewohner von Fronhoven-Ost umgesiedelt.

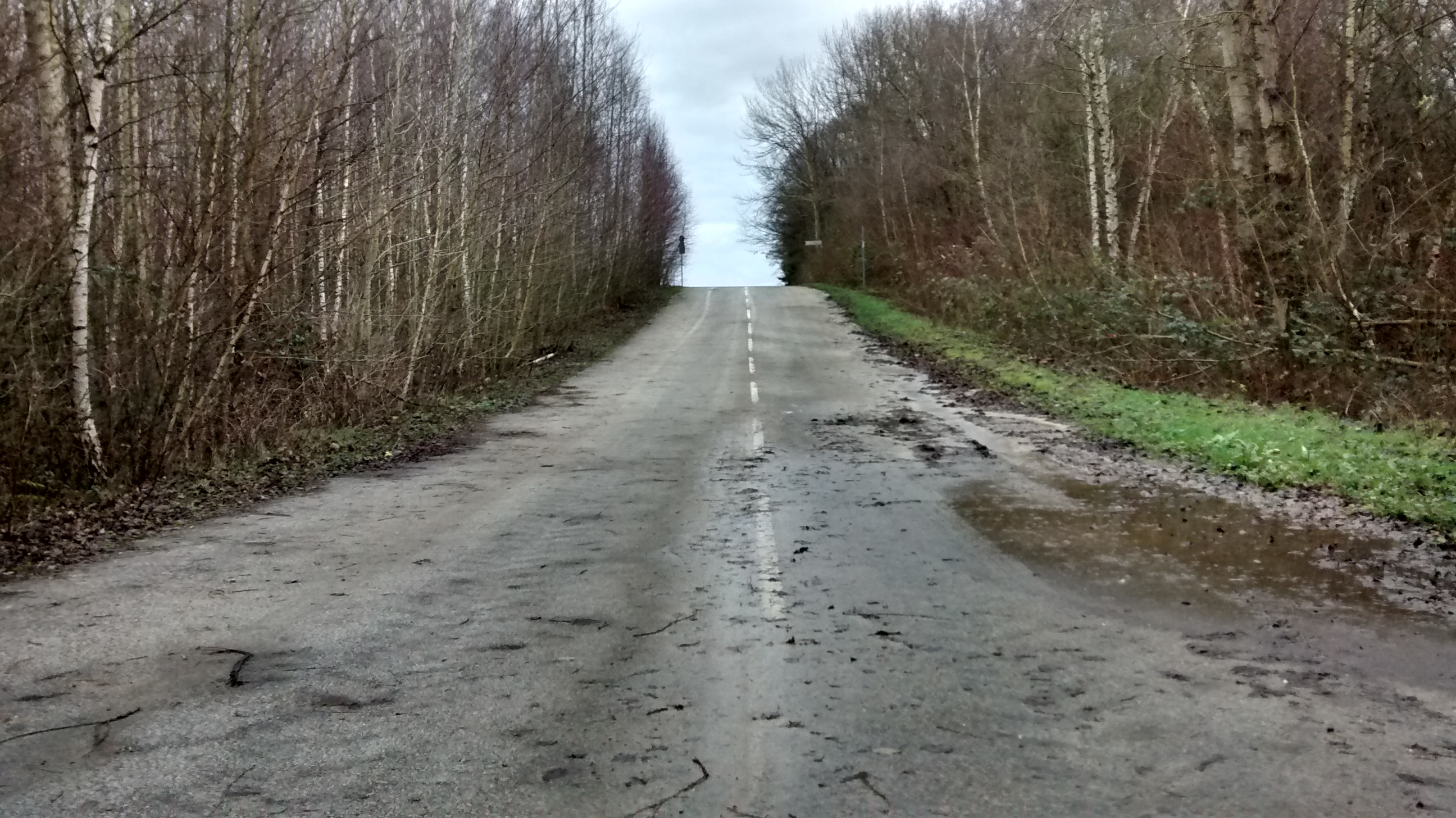
Durch den Erdrutsch 1983 entstandene Senke mit wiederaufgebauter Werkstraße

Am 10. November 1983 kam es am Tagebaurand im Naherholungsgebiet Dürwiß zu einem Erdrutsch, bei dem etwa zwei Hektar Land, Wanderwege, der Minigolfplatz und 200 Meter Werkstraße in den Tagebau abrutschten.

### Ende der Braunkohleförderung

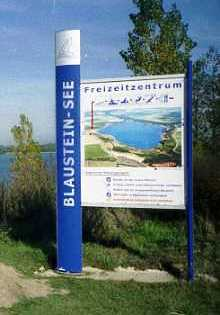
Blausteinsee

Die Beendigung der Braunkohlenförderung auf Eschweiler Gebiet erfolgte am 3. September 1987, nachdem der Tagebau Zukunft-West insgesamt 530 Mio. Tonnen Braunkohle gefördert hatte. Am 26. Januar 1983, als das Ende des Tagebaus bereits absehbar war, gründeten Aldenhoven, Alsdorf, Eschweiler und Würselen die Trägergesellschaft für den Blausteinsee, der aus dem Tagebaurestloch entstanden ist.

## Umgesiedelte Ortschaften
| Umsiedlungsorte    | Personen | Abbaujahr |
| ------------------ | -------- | --------- |
| Langweiler         | 369      | 1972      |
| Laurenzberg        | 363      | 1972      |
| Langendorf         | 250      | 1977      |
| Velau bei Hehlrath | 217      | 1953      |
| Fronhoven-West     | 162      | 1979      |
| Obermerz           | 107      | 1972      |
| Lürken             | 105      | 1965      |
| Gut Hausen         | 21       | 1976      |
| Warden-Ost         | 20       | 1966      |
| Fronhoven-Ost      | 12       | 1984      |